# Strömma Turism & Sjöfart
Strömma Turism & Sjöfart AB est une entreprise suédoise spécialisée dans le tourisme et le transport maritime ayant son siège à Stockholm. Elle a pour origine la compagnie maritime Ångfartygsaktiebolaget Bore fondée en 1897 par Fredric von Rettig à Turku (Finlande). Cette compagnie acquiert en 1992 Ångfartygs AB Strömma Kanal, une compagnie fondée en 1968 par des enthousiastes offrant des tours de l'archipel sur des anciens bateaux à vapeur sauvés et rénovés. En 1999, l'ensemble change de nom pour Strömma Turism & Sjöfart AB. Aujourd'hui, la compagnie a des activités dans de nombreuses villes: Amsterdam, Stockholm, Göteborg, Malmö, Copenhague, Helsinki, Oslo, Stavanger, Bergen, Geiranger et Ålesund.